# Pouzolzia vesicaria
Pouzolzia vesicaria är en nässelväxtart som först beskrevs av William Roxburgh, och fick sitt nu gällande namn av Robert Wight. Pouzolzia vesicaria ingår i släktet Pouzolzia och familjen nässelväxter. Inga underarter finns listade i Catalogue of Life.